# 堀之内仁
堀之内 仁（ほりのうち ひとし、1994年10月5日 - ）は、日本の男性声優。大阪府出身。プライマリーフィールド所属。

## 人物
- 本人いわく「小さな巨人」[1]。趣味は料理やガーデニング。バジルを育てている。好きな本はレシピ本。特技は歌と体を動かすこと。
- 好きな甘いものはアイスだがチョコミントは苦手（[2]）。
- スイカやメロンはアレルギーなのか喉が痒くなるらしい。しかしこの味のお菓子は好きだそう。
- パクチーが苦手。
- たこ焼き器は実家に2台あるが今の家には一台もない。ただお好み焼きは出汁にこだわって作る。声優を始めたきっかけは『NARUTO -ナルト-』。休日は家にいることが多いが最近[いつ?]はプールに行っている。ただしクロールは泳げないので平泳ぎをしている（[3]）。
- 中学時代は軟式テニス部に所属していた。

## 出演

### テレビアニメ
- 美男高校地球防衛部LOVE!LOVE!（2016年、クマ）
- 王様ゲーム The Animation（2017年、黒澤大輝[4]）
- 奴隷区 The Animation（2018年、生徒）
- 川越ボーイズ・シング（2024年、生徒）

### 劇場アニメ
- 映画 妖怪ウォッチ 空飛ぶクジラとダブル世界の大冒険だニャン!（2016年、人々）
- 映画 妖怪ウォッチ シャドウサイド 鬼王の復活（2017年、町人A）
- 映画 妖怪学園Y 猫はHEROになれるか（2019年）

### ゲーム
- でみめん（オルヴァル）
- ポイッとヒーロー（クラン）

### ラジオ
※はインターネット配信。
- A&Gリクエストアワー 阿澄佳奈のキミまち!（2017年 - 2019年、文化放送）※中継レポーター[5]
- &CAST!!!アワー ラブエール!（2019年 - 2020年、&CAST!!!※）[6]

### 舞台
- 舞台『文豪ストレイドッグス』（2017年12月 - 2018年2月、神奈川 / 大阪 / 東京） - 宮沢賢治 役
- 舞台『忍び、恋うつつ』（2019年、東京） - 我来也 役
- 舞台『文豪ストレイドッグス 三社鼎立』（2019年6月 - 7月、岩手 / 福岡 / 愛知 / 大阪 / 東京） - 宮沢賢治 役
- 舞台『少年陰陽師 現代編・遠の眠りのみな目覚め』（2020年、東京） - 安倍昌浩 役
- ミュージカル『ピオフィオーレの晩鐘』（2022年、東京） - エミリオ 役[7]
- 舞台『文豪ストレイドッグス 共喰い』（2023年6月 - 7月 大阪 / 東京） - 宮沢賢治 役
- Les Misérables（2025年2月 - 3月、東京） - ガブローシュ 役[8]

### 映画
- 文豪ストレイドッグス BEAST（2022年）- 宮沢賢治 役

### その他コンテンツ
- 食育レボリューション（2017年、芹田飛鳥[9]）